# Wojciech Próchniewicz
Wojciech Zbigniew Próchniewicz (ur. 31 grudnia 1955, zm. 27 listopada 2011 w Lublinie) – polski poeta, prozaik, autor książek i piosenek dla dzieci i młodzieży, dramaturg, scenarzysta.

## Życiorys
Studiował w Politechnice Lubelskiej, gdzie otrzymał dyplom inżyniera mechanika. Równolegle ze studiami, w latach 1981–1984, pod kierunkiem prof. Jerzego Karolusa uczył się śpiewu operowego w Szkole Muzycznej II stopnia im. J. Elsnera w Warszawie. Debiutował w 1981 r. wierszem Wołanie w Kamenie, zaś prozą opowiadaniem pt. Koncert w Tygodniku Kulturalnym w 1983. W tym samym roku ukazała się Bajka pełna nutek dla dzieci. W 1988 roku otrzymał wyróżnienie w konkursie o Nagrodę Literacką im. B. Prusa za powieść dla dzieci Lusteryk z Krainy Światła Wyd. Nasza Księgarnia.

## Twórczość

### Radio, telewizja, teatr, film
Współpracował z telewizją i radiem. Napisał wiele utworów cyklicznych do programów dla dzieci Wszystko gra i Nasza klasa emitowanych w TVP1 i TV Polonia, bajki z cyklu Opowieści Gargamela w Polskim Radiu, sztukę sceniczną Legenda o Czarciej Łapie z muzyką Romualda Lipki (Budka Suflera) – prapremiera Teatr Muzyczny w Lublinie (1996). Do tekstów jego piosenek muzykę napisał też Romuald Twardowski. Jest autorem tekstów min. do piosenek Tylko cień, Lećmy do gwiazd i Taniec naszych dusz, wykonywanych przez Darka Kordka z płyty I tylko cień
Stworzył scenariusze do pierwszych odcinków lalkowych, animowanych dobranocek Parauszek i przyjaciele, oraz scenariusz do pełnometrażowego, animowanego filmu lalkowego Baśń o trzech wiedźmach dla Studia Filmowego Se-ma-for (2007).

### Utwory wydane drukiem
- Ostatnia impresja (1981)
- Bajka pełna nutek (1983)
- O Jasiu Śpiochu i zgubionym czasie (1985)
- Wesołe instrumenty (1985)
- Muzyka w złotych strunach dnia (1985)
- Dziwny samochodzik (1987)
- Lusteryk z Krainy Światła (1987)
- O Cyfraczku Szperaczku (1988)
- Zegar (1989)
- W dniu wygaszenia świateł (1990)
- Dotknięcie diabła (1990)
- Sny umarłych  (1991)
- Wielki Makanu (1991)
- W samym środku zła (1992)
- Dzień małego pieska (1994)
- 1,2,3, ze Skoczkiem licz ty (1994)
- Tygrysek i kolory (1994)
- Ubieraj się z misiem (1994)
- Skrzacie opowieści z miasta i ze wsi (1994)
- Łóżeczko. Leśny festyn (1995)
- Ptasie wesele. Spacer w lesie (1995)
- Śpiewak (1995)
- Wigilijna podróż (1995)
- Legenda o Łęczyńskim Herbie (1997)
- Nasz  kolorowy, wielki świat (1997)
- Koncert dla przechodnia (1999)
- Bajki o zwierzakach, skrzatach i cudakach (1999)
- Baśń o trzech wiedźmach. Legenda o Czarciej Łapie (2000)
- W cieniu mistrza (2002)
- Lagerland (2004)
- Leśne bajki (2005)
- Dźwig Adaś (2007)
- Koparka Agatka (2007)
- Spychacz Krzyś (2007)
- Wywrotka Basia (2007)
- Bielik i Węgielek (2011)